# Handstreich
Ein Handstreich oder französisch veraltet Coup de Main bezeichnet allgemein einen den Gegner unvorbereitet treffenden Angriff, der ihn ohne jede wirksame Verteidigungsmöglichkeit überwältigt. Aus dem Militärischen (s. u.) stammend, wird der Begriff im allgemeinen Sprachgebrauch auch für politische oder wirtschaftliche Übernahmen verwendet.

## Etymologie
Seit dem 16. Jahrhundert wird das Wort im Deutschen verwendet, zunächst im Sinne von „Schlag mit der Hand“. Später wurde das Wort als Lehnübersetzung von französisch Coup de main im Sinne der militärischen Bedeutung übernommen.

## Vor der modernen Kriegsführung
In Frühzeiten richtete sich die Kriegsführung hauptsächlich auf die Eroberung und das Halten von wichtigen Städten und Burgen. Zu dieser Zeit verstand man einen Handstreich als Eroberung einer Befestigung des Feindes ohne Belagerung. Im Zusammenhang mit einem Handstreich auf eine Befestigung kam es häufiger dazu, dass ein Spion oder Überläufer bei Eintreffen des angreifenden Heeres die Tore öffnete.
Die Eroberung Trojas durch den Einsatz des trojanischen Pferdes ist trotz Ausnutzen eines Überraschungsmoments nicht als Handstreich zu sehen, da eine lange Belagerung voraus ging.
Der Obristwachtmeister Graf Heinrich von Dampierre versuchte im Jahr 1620 im Böhmischen Krieg, mit 10.000 Mann die Stadt und das Schloss Pressburg im Handstreich einzunehmen. Dies misslang allerdings und Dampierre wurde dabei getötet.

## In der Kriegsführung
Der Handstreich ist ein überraschender, überfallartiger Angriff auf Feindkräfte oder auf ein gegnerisches Objekt hinter feindlichen Linien, bei dem dieser vorher unerkannt aufgeklärt wurde, selten auch in einer feindlichen Gefechtslinie wie im Stellungskrieg des Ersten Weltkriegs durch die Sturmtruppen – zumeist durch eine Teileinheit, selten eine Einheit.
Die Gefechtsart „Angriff“ ist im Vergleich zum Handstreich vorausgeplant und vorbereitet, wird von einem Verband durchgeführt und durch geplante Feuerunterstützung verstärkt.
Der Handstreich ist eine Gefechtshandlung, die von der Infanterie besonders beim Jagdkampf angewandt wird. Gefechtshandlungen während des Jagdkampfes können nicht durch die den Einsatz führende Kommandoebene befohlen werden. Der Führer vor Ort entscheidet ad hoc über den Einsatz durch Führen mit Auftrag, ob und wann eine erfolgreiche Durchführung möglich ist.
Der Handstreich wird im Gegensatz zum Hinterhalt als Gefechtshandlung Angriff geführt. Überraschung und schlagartige Ausführung sind für den Erfolg wesentlich. Sinn und Zweck des Handstreichs ist, den Gegner zu überraschen, eine zeitlich und räumlich begrenzte Überlegenheit herzustellen, um ihn zu vernichten oder Verluste zuzufügen, und sich anschließend vom Feind zu lösen, bevor dieser eine Verteidigung organisieren und zu einem Gegenstoß antreten kann.
Der Handstreich ist in die Gefechtsart Jagdkampf eingebunden, selten eine andere Besondere Gefechtshandlung.
Für den Handstreich wird die Teileinheit in eine Deckungsgruppe mit allen schweren Infanteriewaffen wie z. B. Maschinengewehr und Panzerfaust sowie eine Sturmgruppe mit allen übrigen Soldaten aufgeteilt. Wesentlich ist eine genaue Zuweisung der Schusssektoren mit der Hauptschussrichtung sowie linker und rechter Grenze, damit die Sturmgruppe nicht in den Feuerbereich eigener Waffen gerät.
Die Deckungsgruppe hält durch einen Feuerschlag den Feind in der Einbruchstelle nieder und verhindert die Zuführung von Feindkräften durch Feuer links und rechts der Einbruchstelle.
Die Sturmgruppe hält beim Sturm die Feindkräfte durch Sturmfeuer nieder, nimmt die Einbruchstelle und vernichtet den Feind mit anschließendem Durchstoßen, z. B. durch Einsatz von Handgranaten.
Drahthindernisse oder andere Sperren werden vor dem Sturm durch Sprengmittel passierbar gemacht. Nach dem Einbruch werden weitere Teilziele genommen und die Deckungsgruppe nachgezogen. Wichtige Einrichtungen des Gegners werden durch Beschuss oder Sprengen unbrauchbar gemacht.
Nach Ausführung des Handstreichs weicht die Teileinheit auf einen festgelegten Sammelpunkt aus und bewegt sich von diesem weiträumig zu einem neuen Versteck. Dabei muss sie jederzeit mit gegnerischen Kräften (auch Aufklärungskräften) rechnen, da der Gegner möglicherweise versucht, die eigenen Kräfte zu stellen.